# IC 1160
IC 1160 је спирална галаксија у сазвјежђу Змија која се налази на листи објеката дубоког неба у Индекс каталогу.
Деклинација објекта је + 15° 29' 42" а ректасцензија 16h 1m 2,6s. Привидна величина (магнитуда) објекта IC 1160 износи 14,8 а фотографска магнитуда 15,7. IC 1160 је још познат и под ознакама MCG 3-41-32, CGCG 108-51, KUG 1558+156, PGC 56683.